# Mionica (pueblo)
Mionica es un pueblo ubicado en el municipio de Mionica, distrito de Kolubara, Serbia.

## Superficie
Cuenta con una superficie de 8,317 kilómetros cuadrados.

## Demografía
Hasta 2022 la población era de 1526 habitantes, con una densidad de población de 183,5 habitantes por kilómetro cuadrado.
| 801                                                             | 823 | 723 | 632 | 819 | 1300 | 1446 | 1569 | 1526 |
| (Fuente: Population statistics of Eastern Europe & former USSR) |     |     |     |     |      |      |      |      |